# Томас Мелленкамп
Томас Мелленкамп (нім. Thomas Möllenkamp, 7 жовтня 1961) — німецький академічний веслувальник.
Олімпійський чемпіон 1988 року в складі вісімки, учасник 1984 року.